# Ananasová reneta

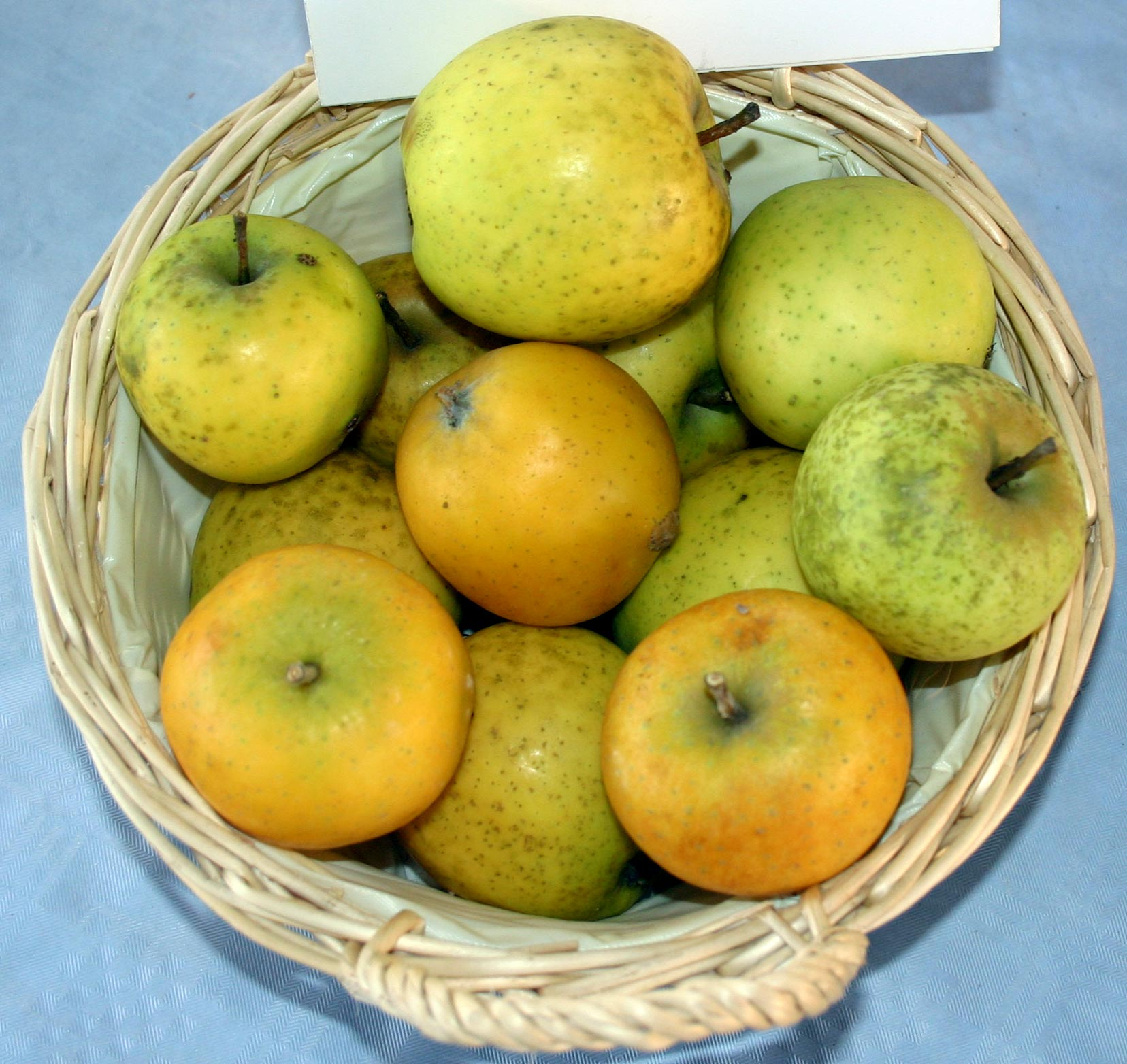

Ananasová reneta (Malus domestica 'Ananasová reneta') je ovocný strom, kultivar druhu jabloň domácí z čeledi růžovitých. Plody jsou řazeny mezi odrůdy zimních jablek, sklízí se v říjnu, dozrává v prosinci, skladovatelné jsou do března. Odrůda je považována za náchylnou vůči některým chorobám.

## Historie

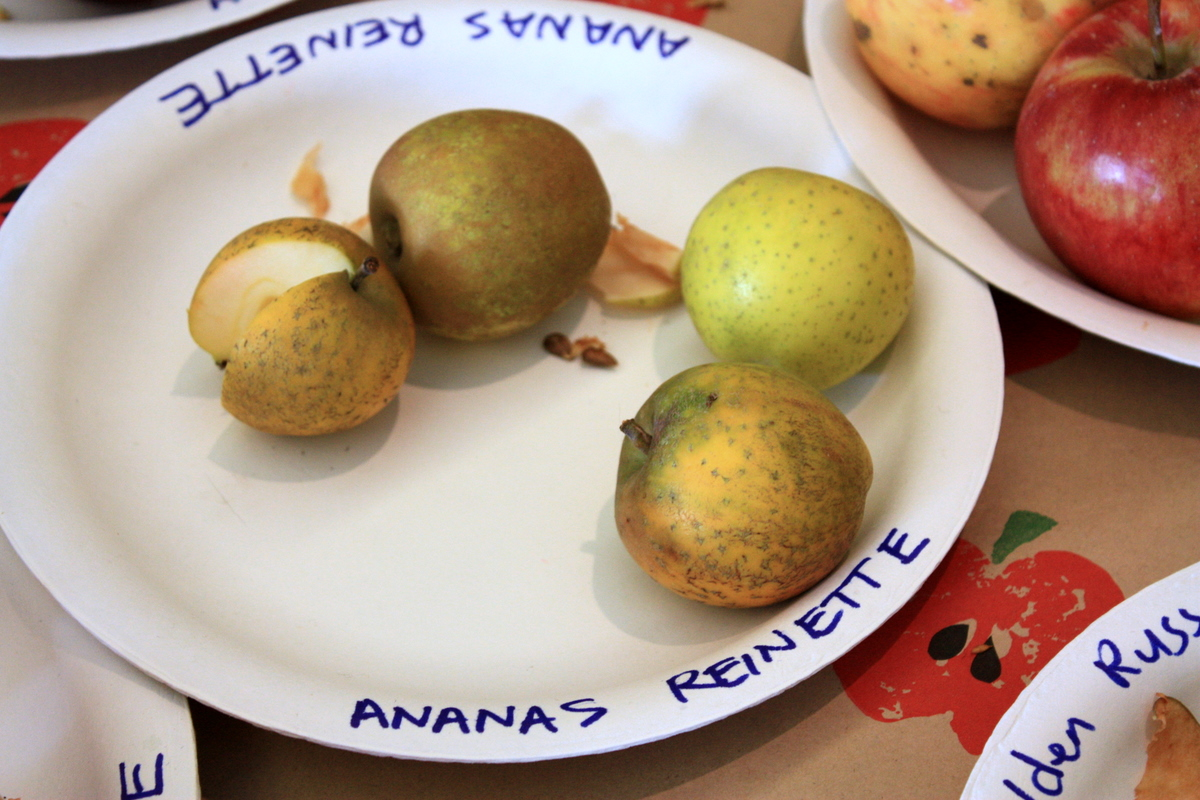
Typické plody na pomologické výstavě.

### Původ
Velmi stará odrůda. Pochází pravděpodobně z Holandska.

## Vlastnosti

### Růst
Růst odrůdy je slabý, později velmi slabý. Koruna jehlancovitá. Plodonosný obrost je velmi krátký. Stromy rychle stárnou, řez je nezbytný, vyžaduje zmlazování.

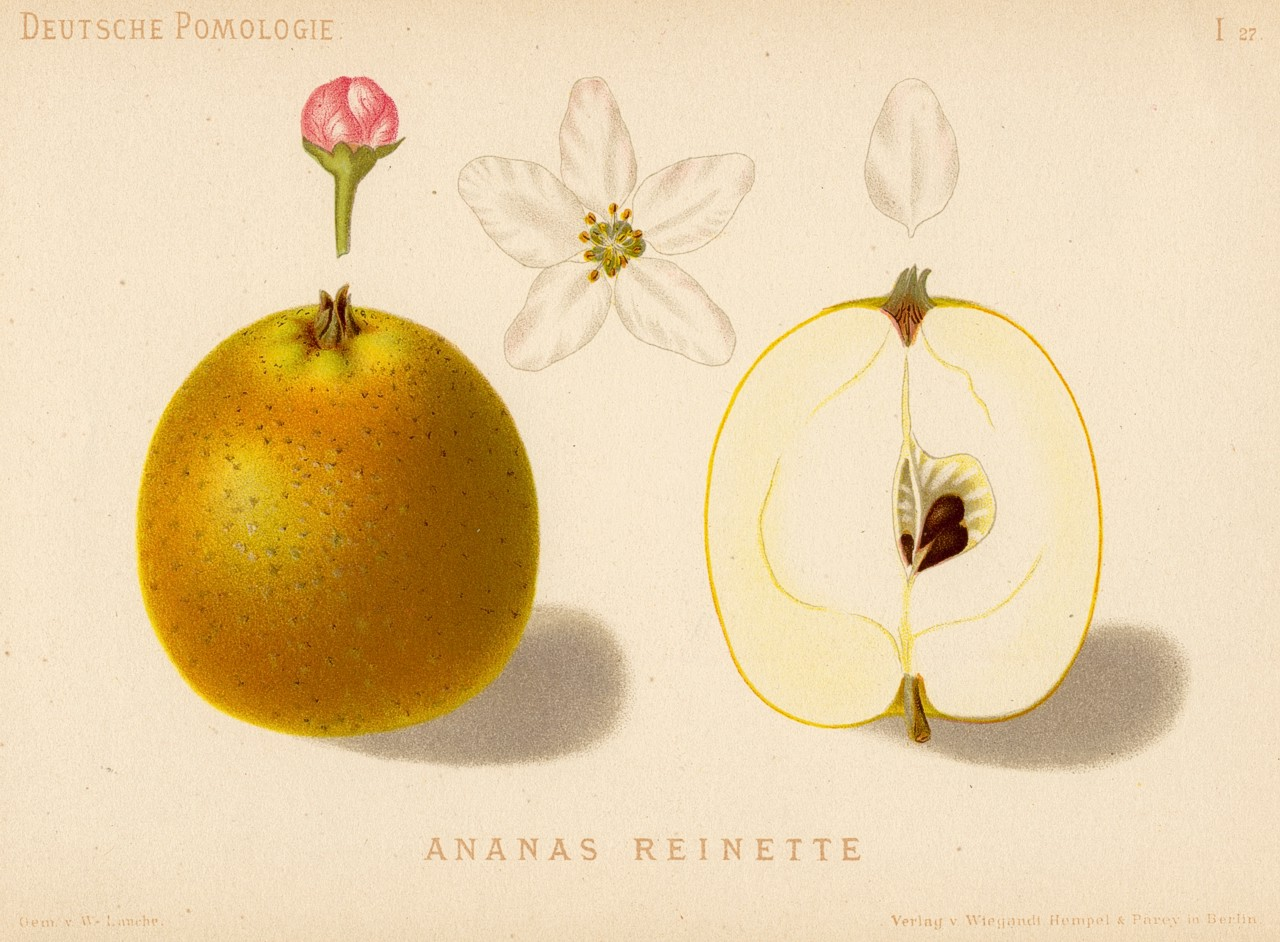
Obrázek v Deutsche Pomologie

## Plodnost

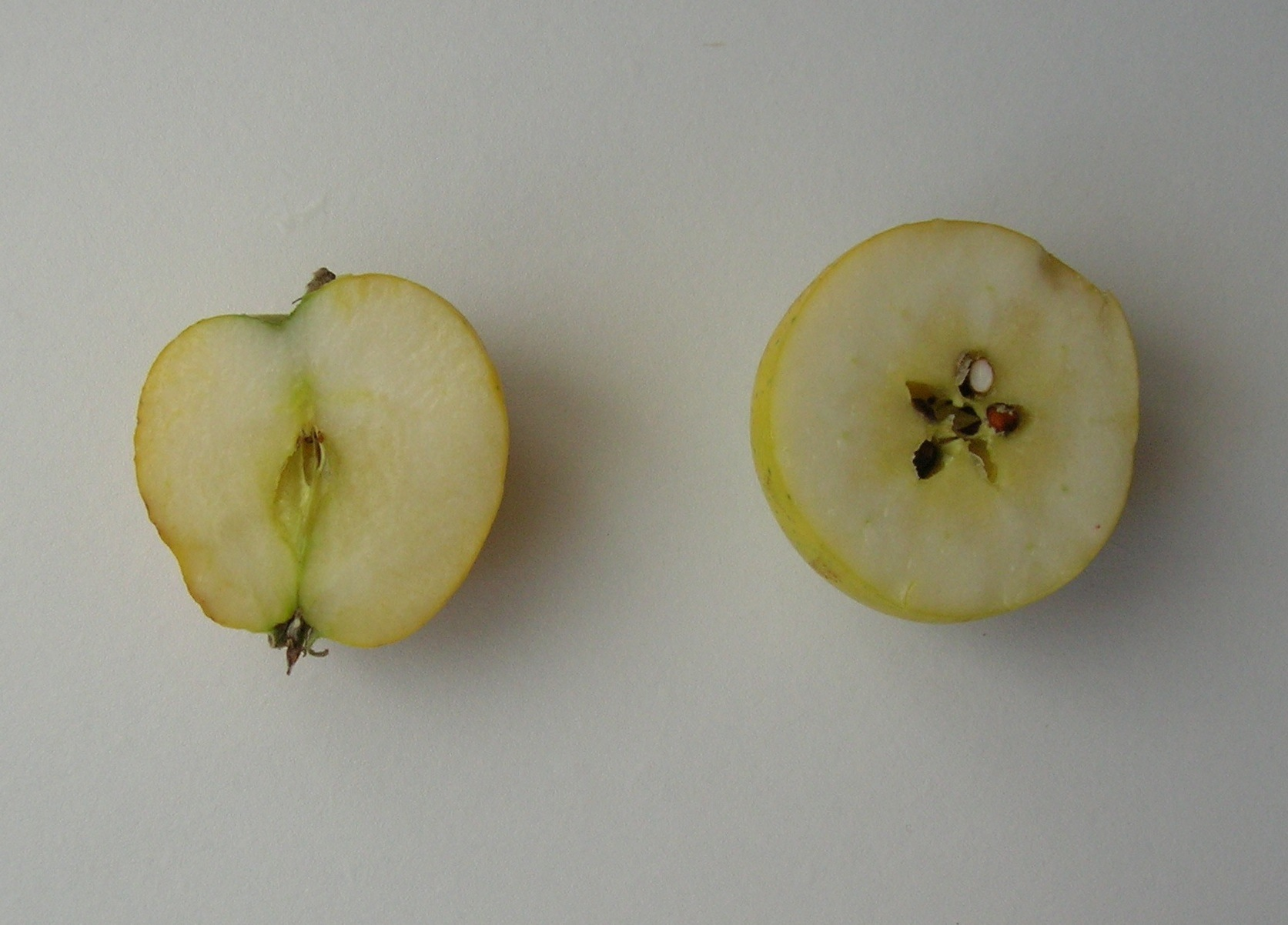

Plodí záhy, hojně a téměř pravidelně.

## Plod
Plod je kulovitý až vejčitý, střední až malý. Slupka hladká, suchá, žlutozelené zbarvení je překryté zlatožlutou barvou. Dužnina je nažloutlá, křehká, se sladce navinulou chutí, charakteristická, velmi dobrá.

## Choroby a škůdci
Odrůda středně trpí strupovitostí jabloní a padlím. Trpí mrazy, rakovinou, a je napadána mšicí krvavou.